# Chachčan
Il Chachčan (in russo Хахчан?) è un fiume della Russia siberiana orientale (Repubblica autonoma della Sacha-Jacuzia), affluente di destra della Muna (bacino idrografico della Lena).
Nasce e scorre nella parte settentrionale del bassopiano della Jacuzia centrale; sfocia nella Muna a 16 km dalla foce. I maggiori tributari sono i piccoli fiumi Kyra-Salaa (50 km) e Tajach-Tjuljach (49 km), provenienti dalla sinistra idrografica.
Come tutti i fiumi della zona, è gelato da ottobre a fine maggio, mediamente.